# Steel de Lumlane
Steel de Lumelane est un personnage fictif de l'univers de Lancedragon créé par Margaret Weis et Tracy Hickman.
Il est le fils issu de l'union de Kitiara Uth Matar et du chevalier Solamnique Sturm de Lumlane.

## Péripéties permettant sa naissance
Sturm de Lumlane et Kitiara Uth Matar quittèrent Solace en l’an 346 et voyagèrent vers la Solamnie. Alors que le but de Sturm était de trouver des indices sur la disparition de son père, Kitiara l'accompagna parce qu'elle avait entendu qu’une armée au nord recrutait.
Leurs personnalités, diamétralement opposées, posèrent nombre de problèmes dans leurs ententes. Kitiara parvint tout de même à séduire Sturm pour lui prouver son manque de foi face à ses préceptes de Chevalier de Solamnie. Seulement quand ce dernier lui proposa le mariage pour se réconcilier, celle-ci refusa et l’abandonna sans aucun état d’âme.
De leur bref union, Kitiara accoucha par la force des choses de Steel. Car l'accouchement a dû être provoqué puisque Kitiara était tombée gravement malade et n’eut d’autre choix que de mener l’accouchement sous peine de mourir avec le bébé.
Sara Dunstan qui avait recueilli Kitiara malade, se vit aussi « confier » la garde de l’enfant (car Kitiara ne reconnut pas, de toutes manières, l'enfant).

## Enfance
On ne sait pas grand-chose de la jeunesse de Steel. Cependant, quand celui-ci eu atteint l’âge de quatre ans, Sara décida de l’emmener avec elle à Palanthas pour qu’il puisse avoir une meilleure vie. Sara était terrifiée de ne pouvoir tout dire mais Steel en apprit tout de même sur les origines des Chevaliers de Solamnie et sur Sturm de Lumlane. Ces deux sujets furent longuement débattus entre la mère adoptive et l’enfant.

## Engagement militaire
A l’âge de 20 ans, Sara fut contactée par Arakian, le fils d’Arakias et de la déesse Zeboim. Ayant entendu parler des capacités de Steel, il voulait l’engager dans l’armée de Takhisis. Sara était contre cet avis, mais Steel accepta tout de même la proposition. Pour tout de même le décider à changer d’avis, Sara l’accompagna sur les lieux ou celui-ci devait faire ses classes, espérant qu’il finisse par changer d’opinion. Mais rien n’y fit.
Alors Caramon Majere et  Tanis Demi-Elfe décidèrent de le kidnapper pour emmener de force à la Haute Tour Cléricale où reposait son père. Il découvrit ainsi les véritables attributions de son père et son rôle dans la guerre de la lance comme étant un chevalier Solamnien de première ordre. Ce fut pour lui un moment important de sa vie car il découvrit aussi dans quelles mesures l’épée de Sturm lui avait été confiée. Malgré tout Steel décida quand même de devenir Chevalier de Takhisis.
Avec le temps et les promotions, Steel devint un chevaucheur de dragon (une classe de combattant émérite) et reçu un dragon répondant au nom de Étincelle.